# 利奇菲爾德 (伊利諾伊州)
利奇菲爾德（英語：Litchfield）是一個位於美國伊利諾伊州蒙哥馬利縣的城市。

## 地理
利奇菲爾德的座標為39°10′36″N 89°39′13″W / 39.17667°N 89.65361°W，而該地的平均海拔高度為211米（即692英尺）。

## 人口
根據2010年美國人口普查的數據，利奇菲爾德的面積為27.50平方千米，當中陸地面積為22.34平方千米，而水域面積為5.16平方千米。當地共有人口6939人，而人口密度為每平方千米252.33人。